# Ilja Żernakow
Ilja Żernakow, Żermakow (ur. 17 lipca?/29 lipca 1897 we wsi Muksonob-Prisioł, zm. 4 czerwca 1982 w Moskwie) – radziecki wojskowy, generał major, czasowo służący przy LWP.

## Życiorys
Skończył szkołę średnią i został ekspedientem sklepowym. Podczas I wojny światowej strzelec i podoficer w rosyjskiej armii, w grudniu 1917 zdemobilizowany. Od lipca 1918 żołnierz Armii Czerwonej, od września 1919 dowódca kompanii piechoty, uczestnik wojny domowej w Rosji na froncie permskim.
W lutym 1927 został zastępcą szefa sztabu pułku piechoty, w 1930 skończył kurs doskonalenia dowódców piechoty, po czym został dowódcą dywizyjnego pododdziału zwiadowczego. Od kwietnia 1938 szef oddziału organizacyjno-mobilizacyjnego w sztabie okręgu wojskowego, od czerwca 1941 p.o. szefa sztabu okręgu wojskowego. 
Od lutego 1942 do sierpnia 1945 szef oddziału uzupełnień sztabu armii i uczestnik walk na froncie. Od września 1945 do stycznia 1951 był zastępcą szefa sztabu Okręgu Wojskowego ds. organizacyjno-mobilizacyjnych. 11 maja 1949 mianowany generałem majorem przez Prezydium Rady Ministrów ZSRR. 
W lutym 1951 skierowany do WP jako szef Oddziału VI w Sztabie Generalnym WP. Od początku 1952 szef Zarządu X w tym sztabie. Jesienią 1952 zakończył służbę w WP i wrócił do ZSRR. 
Mieszkał w Krasnodarze, zmarł w Moskwie w wieku 84 lat.

## Odznaczenia
- Order Lenina
- Order Czerwonego Sztandaru (dwukrotnie)
- Order Czerwonej Gwiazdy
- Order Wojny Ojczyźnianej I stopnia
- Order Wojny Ojczyźnianej II stopnia
- Medal „Za zwycięstwo nad Niemcami w Wielkiej Wojnie Ojczyźnianej 1941–1945”
- Medal „Za zdobycie Królewca”
- Medal jubileuszowy „XX lat Robotniczo-Chłopskiej Armii Czerwonej”
- Medal jubileuszowy „30 lat Armii Radzieckiej i Floty”